# Paul Giustiniani
Paul Giustiniani (en italien : Paolo Giustiniani), né à Venise le 15 juin 1476 et mort au mont Soracte le 28 juin 1528, est un moine camaldule, fondateur des Ermites camaldules du mont Corona, vénéré comme bienheureux par l'Église catholique.

## Biographie
Cet humaniste vénitien issu de la famille Giustiniani, devenu moine-ermite bénédictin réforma l'ordre des Camaldules et fonda la Compagnie des ermites de saint Romuald ou congrégation de Monte-Corona. Il est commémoré le 28 juin. Ses enseignements continuent à donner lieu à des réflexions.